# Balbina Pi i Sanllehy
|  | Aquest article és sobre la dirigent anarcosindicalista Balbina Pi i Sanllehy. Per a l'actriu, vegeu Balbina Pi i Olivella. |

Balbina Pi i Sanllehy (Sant Boi de Llobregat, 20 de setembre de 1896 - Perpinyà, 24 de juliol de 1973) fou una dirigent anarcosindicalista catalana. Fou la mare de la cantant Teresa Rebull (Teresa Soler Pi) i companya de Gonçal Soler Bernabeu.

## Biografia
Va néixer a Sant Boi de Llobregat el 20 de setembre de 1896, filla de Ferran Pi i Palet i de Balbina Sanllehy, que van tenir altres dues filles. Després de la mort prematura del seu pare, mare i les tres filles van anar a viure a Sabadell, una ciutat industrial on la mare veia més possibilitats de trobar feina.
El 1917, treballant de filadora a Sabadell, va ser nomenada delegada de la Federació Local del Sindicat Fabril i Tèxtil (CNT). Va començar a fer mítings a les seves companyes de fàbrica de Sabadell, al costat d'Angel Pestaña —director del diari Solidaridad Obrera—, i després feu mítings i conferències per localitats tèxtils de tot Catalunya. Va col·laborar amb regularitat a Solidaridad Obrera i a Nuestra Voz, sovint amb els pseudònims Margot i Libertad Caída. També va destacar fent teatre en grups teatrals en ateneus. Va fer moltes accions en solidaritat amb els sindicalistes deportats a la Mola (1920-1923). Va participar en el Ple Regional dels sindicats anarquistes de Lleida el 1923. L'any 1931 milità en la fracció més radical de l'anarquisme organitzat. Segons Joan Garcia Oliver va brodar les primeres banderes roig-i-negres de les quals es té constància a la CNT-FAI. Per discrepàncies amb alguns sectors anarquistes, el 1936 va formar un grup femení propi i anticlerical, amb el qual va organitzar actes de propaganda. El 1939, en perdre la guerra, va passar a la clandestinitat i s'exilià a Tolosa de Llenguadoc i París. Va tornar a fer teatre en els grups de la Solidaritat Internacional Antifeixista (SIA). L'any 1970, deteriorada de salut, va deixar l'activisme i va anar a viure a Banyuls de la Marenda, on va passar els últims temps de la seva vida prop de la seva filla, la cantant Teresa Rebull. Està enterrada juntament amb el seu company Gonçal Soler al cementiri de Banyuls de la Marenda (cementiri 2), amb el nom i les dates de naixement i defunció inscrites en una estela de llicorella.

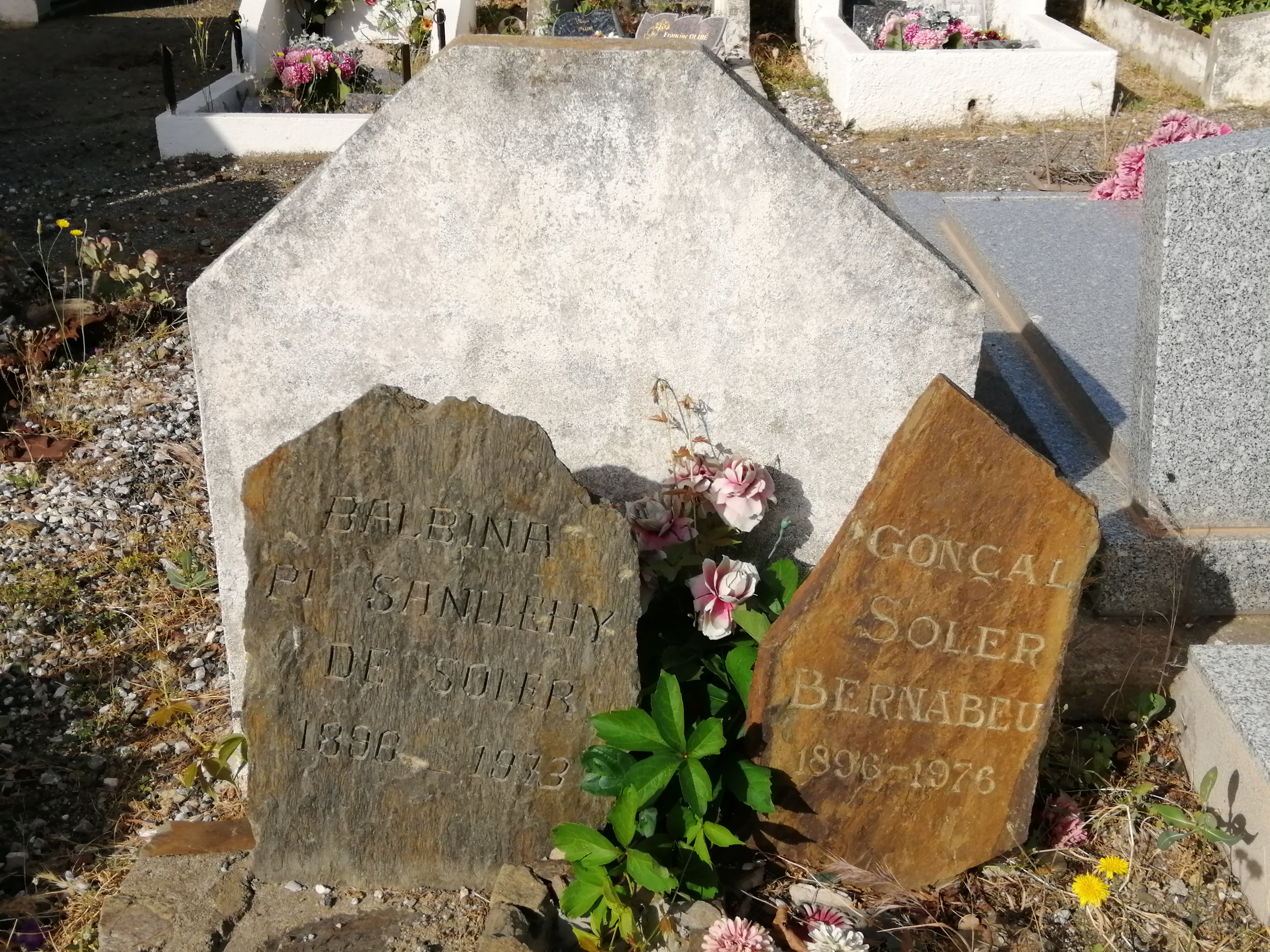
Sepultura de Balbina Pi Sanllehy i Gonçal Soler Bernabeu. Cementiri de Banyuls de la Marenda (cementiri 2) (autor: Genís Ribé Monge).